# Nicholas Trivet
Nicholas Trivet, o Nicolaus Triveth en francés (Norfolk hacia 1258 - hacia 1328), fue un historiador y filólogo inglés.
Nicholas Trivet era hijo de Sir Thomas Trivet de Norfolk, jefe de justicia en el tribunal del rey. Fue un caballero educado en Oxford y luego en la Universidad de París. En esta última ciudad inició sus investigaciones. De regreso a Inglaterra, ingresó en la orden de los dominicos en la que tal vez llegó a prior. Fue profesor en Oxford, universidad en la que además fue rector en dos ocasiones. Según Cristoforo Baggiolini, se trasladó al sur de Francia, en donde destacó por su celo contra los herejes antes de desplazarse a Italia en donde en la lucha de las ciudades libres y los señores de Lombardía contra los herejes piamonteses, al parecer arengó a las tropas católicas con armadura y un enorme crucifijo en las propias batallas.
Se han conservado dieciocho obras de Nicholas Trivet. Escribió en latín una Expositio super librum Boecii Consolatione ("Explicación de la Consuelo de la Filosofía de Boecio"), unos Annales Sex regum Angliæ ("Anales de los seis reyes de Inglaterra") que empieza en 1136 con el reinado de Esteban de Blois y termina en 1307 con la muerte de Eduardo I, unos Annales ab origine Mundi ad Christum ("Anales desde los orígenes del Mundo hasta Cristo"), un comentario acerca de la De civitate Dei de San Agustín, así como un comentario sobre las tragedias de Séneca que anuncia el Renacimiento.
También escribió en anglo-normando hacia 1334 la Cronicles que frère Nichol Trivet escrit à ma dame Marie la filhe moun seignour le roi d'Engleterre Edward le filtz Henri ("Crónicas que Fray Nichol Trivet escribe para mi señora María, la hija de mi señor el rey de Inglaterra Eduardo el hijo de Enrique") para la hija de Eduardo I de Inglaterra, la princesa Mary (11 de marzo de 1279 - 29 de mayo de 1332), que se hizo monja en 1285 en Amesbury, (Wiltshire) y que contiene la Historia de Constance que sirvió de inspiración tanto a Chaucer como a John Gower.
La obra literaria de Nicholas Trivet como comentarista de Tito Livio, Juvenal, Ovidio, Séneca o Aristóteles supera todo lo que se escribió durante su siglo en Inglaterra. Y con respecto a su labor de exégesis bíblica, supera también todo cuanto se hizo en la Edad Media. Su trabajo de cronista también le valió una gran reputación de fiabilidad que sirvió para que fuera conocido más allá de las fronteras de su país y para conseguir que el propio Papa Juan XXII sufragara sus investigaciones.

## Obra
- Nicholas Trivet, Cronicles que frère Nichol Trivet escrit à ma dame Marie la filhe moun seignour le roi d'Engleterre Edward le filtz Henri, Paris, Bibliothèque nationale de France, Manuscrit Fr. 9 687
- Annales sex regum Angliæ, qui a comitibus Andegavensibus originem taxerunt, Londini, sumptibus Societatis, 1845
- Exposicio Fratris Nicolai Trevethi Anglici Ordinis Predicatorum super Boecio De consolacione, Éd. Edmund T. Silk, Library of Congress, Jefferson, LJ139B, 1986
- Commento alla Medeea di Seneca Nicola Trevet, Éd. Luciana Roberti, Bari, Edipuglia, 2004 ISBN 88-7228-400-7
- Commento alla Phaedra di Seneca Nicola Trevet, Éd. Maria Chiabó, Bari, Edipuglia, 2004 ISBN 88-7228-393-0
- Commento alle Troades di Seneca Nicola Trevet, Éd. Marco Palma, Roma, Edizioni di storia e letteratura, 1977
- Sacre pagine professorum ordinis predicatorum Thome Valois & Nicolai Triveth in libros beati Augustini de civitate dei commentaria online en Gallica (enlace roto disponible en Internet Archive; véase el historial, la primera versión y la última).